# Bataille de Masoller
La bataille de Masoller est livrée le 1er septembre 1904 en Uruguay pendant la révolte de 1904 menée par le caudillo blanco Aparicio Saravia (en). Les rebelles sont battus de manière décisive par les forces gouvernementales commandées par le président José Batlle y Ordóñez. Saravia grièvement blessé pendant les combats succombe peu après et sa mort entraine la fin de la révolte.

## Sources
- (en) Robert L. Scheina, Latin America's Wars : Volume II, The Age of the Professional Soldier, 1900–2001, vol. 2 : The age of the professional soldier, 1900-2001, Washington, Brassey's, 2003, 530 p. (ISBN 978-1-57488-452-4, OCLC 53078537, lire en ligne)
- (en) Jean L. Willis, Historical dictionary of Uruguay, Metuchen, N.J, Scarecrow Press, coll. « Latin American historical dictionaries » (no 11), 1974, 275 p. (ISBN 978-0-8108-0766-2)